# Крым (фильм)
«Крым» — российский полнометражный драматический пропагандистский художественный фильм 2017 года режиссёра Алексея Пиманова.
Главные роли исполнили Роман Курцын и Евгения Лапова.
Премьера фильма в российском кинопрокате состоялась 28 сентября 2017 года.
Слоган: «С любимыми не расставайтесь».

## Сюжет
Лето 2013 года. В крымском городе Мангуп-Кале встречаются сын севастопольского офицера Саня и киевская журналистка Алёна, снимающая «кино о древней Украине». Вскоре между ними завязываются отношения и они начинают встречаться.
Февраль 2014 года. Киев. Саня вместе с другом из Крыма — стримером Веней — приезжает в столицу Украины и встречается с Алёной на Майдане Незалежности, где в это время проходят акции протеста. Алёна и её друг Микола поддерживают протестующих, тогда как Саня относится к происходящему негативно. Вскоре после их встречи Майдан начинают обстреливать неизвестные снайперы, а возле стадиона имени Лобановского неизвестные закидывают коктейлями Молотова бойцов спецподразделения «Беркут». Саня, увидев, как Алёна складывает в рюкзак бутылки с зажигательной смесью, разбивает их, оставляя девушку рыдать над осколками, а чуть позже замечает горящего бойца севастопольского «Беркута» Петра и, прибежав на помощь, помогает ему затушить пламя и передать его медикам.
Черкасская область, Корсунь-Шевченковский район. Саня, Веня и другие крымчане возвращаются домой из Киева. Их автобусы попадают в засаду, устроенную украинскими националистами из организации «Правый сектор»: пассажиров автобусов избивают, сами автобусы сжигают, многие пассажиры (в том числе и Веня) погибают. Однако Сане удаётся спастись и вернуться домой.
Действие переносится обратно в Крым. Алёна приезжает в Севастополь навестить возлюбленного. На площади Нахимова в это время чествуют вернувшихся из Киева бойцов «Беркута». Среди них Саня замечает Петра, и приглашает его к себе в гости. За обедом Саня и Алёна снова ссорятся — по телевизору показывают кадры из Львова, где сослуживцев Петра ставят на колени и заставляют извиняться перед толпой митингующих, после чего Алёна комментирует происходящее фразой: «Они это заслужили» и провоцирует этим скандал. Саня отвозит Алёну к гостинице в Балаклаве, где её забирает привёзший её в Крым Микола. На прощание она бросает фразу, что именно благодаря Миколе Саня выжил под Корсунем, и уезжает.
В ресторане возле гостиницы Саня видит подозрительного администратора и, пересматривая видео, снятые Веней перед смертью, понимает, что тот был среди погромщиков под Корсунем и именно он его убил. Саня звонит Петру и просит приехать. Вместе они разрабатывают план действий, но вдруг на улице возле ресторана их ловит пьяный фотограф Алексей, оказавшийся разведчиком Черноморского флота, и настоятельно рекомендует друзьям покинуть Балаклаву и не мешать проведению спецоперации по нейтрализации диверсионной группы. Они вдвоём едва убегают от преследователей на мотоцикле.
Саня и Пётр едут в Симферополь, где ожидается прибытие «поезда дружбы». Незадолго до прибытия поезда, когда на перроне вокзала Симферополя уже собралась толпа, Пётр замечает на одной из близлежащих крыш снайпера и вместе с Саней уходит на его поимку. Поезд приезжает с материка пустым, однако снайпер убивает Петра и скрывается.
Саня потрясён гибелью Петра и, встретившись через некоторое время с Алёной (она увидела толпу, идущую на вокзал Симферополя, и так и не уехала с полуострова), объясняет ей, что грядёт большая война, и с горечью вспоминает мирный 2013 год, в котором они познакомились. В это время над ними пролетают российские вертолёты, а по трассе мимо них едут бронетранспортёры. Саня ликует — он понимает, что Россия пришла на выручку. Алёна пытается встать на пути БТРов, а когда Саня оттаскивает её, уходит, назвав его предателем.
Не в силах жить без любимой, Саня приезжает к ней в гостиницу и находит её в ресторане — она сильно пьяна и уже в седьмой раз подряд заказывает музыканту песню Трофима «Я скучаю по тебе…». Саня относит Алёну в номер, они мирятся и всю ночь занимаются страстным сексом.
Наутро в номере появляется Микола с подручным Богданом и, взяв Алёну в заложники, требует отвезти его к отцу Сани — подполковнику ВСУ, командиру дивизиона С-300. Саня выполняет его требование. Затем Микола, оказавшийся сотником Майдана, захватывает командный пункт и приказывает отцу Сани нанести удар по указанным координатам. Тот понимает, что это координаты занятого российской армией Бельбека и что этот удар спровоцировал бы полномасштабную войну, и отказывается это делать. Тогда Микола оглушает его и решает ввести нужные координаты самостоятельно.
В это время Алёна хитростью запирает Богдана в ванной и сбегает, а Саня побеждает другого подручного Миколы в драке и из отобранного у него пистолета расстреливает кабели ракетной установки, тем самым выведя её из строя. Микола выскакивает из командного пункта, между ним и Саней завязывается схватка. Микола, более сильный физически, начинает душить его отстреленным кабелем, но подоспевший отец спасает сына, забив Миколу до смерти камнем.
На КПП базы на такси приезжают Алёна и мать Сани. Убедившись, что Саня в безопасности, Алёна, бросив фразу: «Ненавижу… Всех их ненавижу!», уезжает на том же такси назад, назначая Сане встречу на следующий день там, где они когда-то и познакомились — в Мангуп-Кале, — но так и не появляется.
Лето 2015 года. Алёна снова приезжает в Мангуп-Кале для продолжения съёмок своего фильма, но Сани на полуострове уже нет — он уехал воевать на восток Украины, откуда звонит Алёне (судя по разговору, не в первый раз). Молодые люди начинают говорить, но связь внезапно обрывается на фоне звуков обстрела. Алёна начинает и не может продолжить фразу на камеру: «Здесь, на месте…» — подходит к обрыву и молча стоит, глядя вдаль.
Фильм заканчивается телефонными звонками друзей и родственников с Украины и России. Звучит песня Наргиз Закировой и Максима Фадеева «С любимыми не расставайтесь». Судьба главных героев остаётся неизвестной.
Параллельно с основной сюжетной линией разворачивается также спецоперация, проводимая военнослужащими без опознавательных знаков, вошедших в историю как «вежливые люди». В фильме нашли отражение следующие эпизоды: ликвидация диверсантов в Балаклаве и на украинской базе С-300; украинский лётчик-истребитель, отказывающийся выполнить приказ и сбить российский Ил-76 над Бельбеком; украинский полковник, под давлением со стороны российского офицера не решающийся отдать приказ об открытии огня и вместо этого организующий совместное патрулирование. Перед титрами на экране появляется надпись: «Офицерам России и Украины, тем, кто не стал стрелять друг в друга в марте 2014 года, посвящается».

## В ролях
| Актёр              | Роль                                        |
| ------------------ | ------------------------------------------- |
| Роман Курцын       | Саня                                        |
| Евгения Лапова     | журналистка Алёна Марченко                  |
| Павел Крайнов      | сотник «Самообороны Майдана» Микола Прилепа |
| Алексей Комашко    | сотрудник крымского «Беркута» Пётр          |
| Павел Трубинер     | капитан 2-го ранга Алексей Николаевич       |
| Борис Щербаков     | украинский полковник                        |
| Данила Шевченко    | Веня друг Сани                              |
| Юрий Чернов        | Савельич                                    |
| Никита Зверев      | сотрудник львовского «Беркута»              |
| Елена Котельникова | мать Сани                                   |
| Геннадий Яковлев   | Сергей Михайлович отец Сани                 |
| Игорь Буяновер     | Грицюк                                      |
| Илья Домбровский   | Богдан                                      |
| Никита Абдулов     | Валера                                      |
| Александр Сударев  | эпизод                                      |

## Создание
Инициатором создания фильма был министр обороны России Сергей Шойгу, предложивший в марте 2014 года своему давнему знакомому Алексею Пиманову экранизировать происходящие события. Идея получила одобрение в Администрации Президента России и Президента России Владимира Путина. Создание сценария началось в апреле 2014 года. Сам Пиманов в итоге выступил режиссёром, продюсером и сценаристом картины, режиссёром-постановщиком стала Екатерина Побединская (была ассистентом Сергея Урсуляка, дебютной работой стала картина «День Д»).
Производством фильма занималась кинокомпания «Пиманов и партнёры», получившая поддержку «Первого канала» (посвятившего выходу фильма эфир своих программ «Новости», «Время покажет», «Пусть говорят», «Вечерний Ургант», «Доброе утро», «Человек и закон»), медиахолдинга «Красная звезда», Министерства обороны РФ, Министерства культуры, Фонда кино, Российского военно-исторического общества, аппарата полномочного представителя президента Российской Федерации в Крымском федеральном округе, правительства Республики Крым, правительства города Севастополь. Кинокартина имеет статус «национального фильма», что подразумевает государственную помощь, контроль министерства культуры над его производством и прокатом и преимущества при прокате.
На кинофоруме в Сочи создатели фильма озвучили бюджет картины (400 млн руб.) и её рекламный бюджет (150 млн руб.). На рекламных материалах и в титрах указано, что фильм снят при поддержке министерства обороны, государственного холдинга «Россети» и его дочерней компании «Кубаньэнерго», компания «Мегастиль» (позже была удалена с постеров фильма, но осталась в титрах), возможным спонсором также считался созданный летом 2014 года по инициативе Пиманова благотворительный фонд министерства обороны «Красная звезда».
Алексей Пиманов посвятил фильм российским и украинским офицерам, которые в марте 2014 года не стали стрелять друг в друга. По словам Пиманова, «фильм снимается с огромной любовью к севастопольцам, крымчанам и украинцам». В аннотации «кинокартины» говорится, что «эпизоды фильма основаны на реальных событиях, зритель впервые увидит неизвестные подробности работы „вежливых людей“ по спасению Крыма от большой войны» (создатели неоднократно проводили аналогию с войной на востоке Украины).
Первоначальным названием фильма было «Княжество Феодоро». Главные роли исполнили начинающие актёры Евгения Лапова и Роман Курцын (обладатель премии ФСБ 2011 года за роль в сериале «Стреляющие горы», с 2014 года вместе с Пимановым входит в жюри армейского конкурса сценариев и киноработ «Кинопризыв»), а также Борис Щербаков, Павел Трубинер, Павел Крайнов и Геннадий Яковлев (крымский актёр и участник аннексии Крыма). В массовых сценах и в ролях второго плана задействованы крымские артисты.
Съёмки проходили в 2016 году в два этапа: весной снимали в Москве, Санкт-Петербурге и крымских городах (Феодосия, Севастополь, Симферополь и Бахчисарай), осенью в Подмосковье снимали эпизоды киевских протестов (автобусы, палаточный лагерь, баррикады, в реальную величину были построена арка стадиона киевского «Динамо» и памятник Валерию Лобановскому). В съёмках была задействована боевая техника Черноморского флота: истребители, военно-транспортные самолёты, беспилотники, бронеавтомобили «Тигр», бронетранспортёры, катера и большой десантный корабль.
В саундтрек фильма вошла песня 2015 года певицы Наргиз Закировой «Ты — моя нежность», созданная Максимом Фадеевым.

## Релиз
Изначально Пиманов прогнозировал выпустить фильм к третьей годовщине присоединения Крыма и Севастополя Россией, но в итоге релиз в России был запланирован на 28 сентября 2017 года — за полгода до выборов президента России 18 марта 2018 года, в день годовщины крымской весны на полуострове.
Предпремьерный показ состоялся в кинотеатре «Спартак» в Симферополе 25 сентября 2017 года. Премьерный показ прошёл 27 сентября 2017 года в Государственном Кремлёвском дворце, в пригласительных билетах гостям предлагали насладиться бокалом крымского вина и тортом «Киевский».
Также планировался выход фильма в Белоруссии, уже с июля в местных кинотеатрах начали крутить трейлер фильма (по словам местных прокатчиков, он был прикреплён к другому российскому фильму), из-за чего украинское посольство направило ноту в государственный МИД. Позже первый заместитель генерального директора предприятия «Киновидеопрокат» Андрей Разжевайкин пообещал, что «„Крым“ на больших экранах демонстрироваться не будет», в ответ Пиманов пригрозил выложить фильм на белорусских и украинских торрент-сайтах.
Фильм не вышел в прокат на Украине, взамен создатели выпустили специальный трейлер с рекламой его продвижения в торрентах. В день выхода фильма в России официальный представитель МИД РФ Мария Захарова в ходе брифинга с журналистами порекомендовала посмотреть его жителям Украины («для „прозрения“ и размышления о том, что происходит в их стране») и украинским политикам («чтобы не забывать, к чему приводит тотальное игнорирование прав на культурную идентичность»).
Алексей Пиманов также заявлял о прокате картины в КНР, однако без точной даты релиза.
29 сентября входящий в медиахолдинг «Красная звезда» телеканала «Звезда» сообщили о хакерской атаке на свои аккаунты в соцсетях. Хакеры смогли удалить из захваченных соцсетей публикации о премьере фильма и начать убирать подписчиков этих страниц. Хотя нападение произошло из контролировавшегося ЛНР Алчевска, сотрудники телеканала со ссылкой на полученные данные считали истинным местом организации нападения Украину.
На 17 марта 2018 года, в предвыборный день тишины, когда запрещена любая агитация в средствах массовой информации, «Первый канал» назначил телевизионную премьеру фильма, которая прошла с рейтингом 6,0 % и долей 18,7 %, заняв второе место в сотне самых популярных программ за период с 12 по 18 марта 2018 года, пропустив вперёд лишь программу «Вести недели» на канале «Россия-1».

### Кинопрокат
В уик-энд дистрибьютор фильма «Парадиз» обеспечил проекту с возрастным рейтингом «16+» 1500 копий (ранее большее число копий имели «Время первых», «Притяжение» и «Гоголь. Начало») и 25 % всех сеансов. Другими премьерами уик-энда стали фильмы «Наёмник» (800 копий) и «Любовь в городе ангелов» (600 копий). До выхода фильма официальный трейлер «Крыма» крутили перед сеансами «Гоголя. Начало», «Оно приходит ночью», «Блокбастера» и ряда других проектов Парадиза.
К 17:00 27 сентября предпродажные просмотры дали «Крыму» более 800 тыс. руб., в первый день проката фильм получил 26,5 млн руб., за первую неделю проката сборы составили более 161 миллиона рублей (что уступало «Притяжению» (408 млн руб.) и «Защитникам» (216 млн руб.)). За первый месяц проката «Крым» посмотрели 1,4 миллиона человек.
Спустя полтора года после премьеры, 16 марта 2019 года, на Телеканале «Звезда» состоялся показ художественного фильма Алексея Пиманова «Крым». Показ был приурочен к пятилетней годовщине вхождения полуострова в состав России. Кинолента вошла в топ-5 самых рейтинговых программ субботнего телеэфира. По официальным данным Mediascope (доля по Москве — 7,7 по России — 8,8), Телеканал «Звезда» по Москве уверенно обошёл Первый канал и вплотную приблизился к тройке лидеров (Россия 1, НТВ, ТВЦ), а по России с большим отрывом от Первого канала и ТВЦ занял третью строчку в вечернем прайм-тайме.

## Награды
- 2017 — Премия «Солдат истории» Российского военно-исторического общества (РВИО) — победитель в номинации «Лучший военно-исторический фильм» за заслуги «в изучении, сохранении и популяризации истории»[38].
- 2018 — Премия Министерства обороны РФ в области культуры и искусства — за воплощение образа «Вежливые люди»[39].
- 2018 — Гран-при XVI Международного фестиваля военного кино имени Ю. Н. Озерова[40][41][42].

## Критика
- Обозреватель сайта «Афиша» Мария Кувшинова назвала кинокартину кинематографическим аналогом памятника Михаилу Калашникову, недавно открытого в Москве. Она отметила, что кроме Бориса Щербакова, исполняющего эпизодическую роль, других звёзд в фильме нет, а также сравнила судьбу Алексея Пиманова с крымским режиссёром Олегом Сенцовым[26].
- Обозреватель «Собеседника» Анна Балуева считает, что фильм является агитацией и искать в нём какие-то художественные ценности не имеет смысла, так как фильм был снят по заказу Министерством обороны РФ; она отмечает также, что «за бюджет в 400 миллионов (!) рублей агитпроп могли бы сделать и получше»[43]
- Журналист агентства «Ридус» Любовь Порываева отметила, что в сценарии фильма отражена «трагедия, настоящая человеческая, где одни люди умирают за свободу, другие пытаются их остановить и горят заживо»[44]
- Кинокритик Егор Беликов ругал «Крым» за абсурдность сценария и женоненавистничество[32].
- Портал «Meduza» отмечает, что разгромный обзор фильма от видеоблогера BadComedian набрал больше просмотров, чем сам фильм. В нём отмечались «слабая актёрская игра, нелогичный сценарий и отсутствие пояснений к сценам, отсылающим к событиям, которые происходили на Украине в 2013 — начале 2014 года»[35].
- В отрицательной рецензии интернет-издания «Meduza» отмечалось следующее: смешение жанров (боевик, любовная и политическая драмы), присутствие политических штампов, недостоверность данных (обстоятельства инцидента в Корсунь-Шевченковском, преувеличенное во много раз число погибших в Киеве беркутовцев) и полное отсутствие в фильме украинского языка[4].

## Скандалы
28 сентября 2017 года руководство сайта «Кинопоиск» сообщило о взломе нескольких десятков тысяч учётных записей пользователей сайта для накрутки рейтинга ожидания фильма (70 000 отметок об ожидании и рейтинг 62 %). Аналогичная ситуация с рейтингом фильма произошла на сайте «Афиша»: рейтинг в 3,7 балла, 95 положительных из 130 рецензий, 666 человек поставили отметку «пойду». После очистки скомпрометированных оценок число ожидающих фильм «Крым» составило 17 000, а общий рейтинг был 21 %. К 30 сентября фильм получил общую зрительскую оценку в 1,968 балла из 10, что стало худшим на 2017 год результатом в рейтинге «Кинопоиска».
29 сентября на YouTube появился ролик, в котором якобы с помощью скрытой камеры зафиксирован разговор Алексея Пиманова по телефону с неизвестным собеседником. Среди прочего он произносит фразу «они боятся меня», и упоминает «Кинопоиск»: «Ну ты знаешь, что там боты работают? Такая, знаешь, прям провокация». В конце беседы он выражает надежду на «умных людей», которые на его фильм «сходят, конечно». Ролик, загруженный зарегистрировавшимся в тот же день пользователем, был удалён через два дня.
Крымская писательница Диана Кади обвиняла создателей фильма в плагиате своей книги «Враг не должен видеть твоих слёз» и дискредитации Русской весны.
Создателей фильма обвиняли в применении административного ресурса через организацию добровольно-принудительного просмотра «Крыма» школьниками, студентами и военнослужащими.

## Саундтрек
- Оркестр Черноморского флота РФ «Черноморск» — «Легендарный Севастополь»
- Геннадий Варивончик — «Я скучаю по тебе» (автор — Сергей Трофимов (Трофим))
- Наргиз — «Ты — моя нежность»
- Наргиз и Максим Фадеев — «С любимыми не расставайтесь»